# Eigenbrauer-Syndrom
Das Eigenbrauer-Syndrom, englisch auch als Auto-Brewery Syndrome / Self-Brewery Syndrome oder Gut Fermentation Syndrome bezeichnet, ist eine seltene Erkrankung des Darms.

## Beschreibung
Bei einer Schwächung der Immunabwehr durch falsche Ernährung oder eine Behandlung mit Antibiotika kann die Mikrobiologie des Darmes gestört werden. Es siedeln sich unter Umständen Hefepilze an oder vermehren sich so stark (Candidose), dass diese einen überhandnehmenden Prozess der alkoholischen Gärung in Gang setzen. Es entstehen im Körper leberschädigende Alkohole wie Ethanol, Methanol oder Butanol, die zu einer eigengenerierten Alkoholisierung des Betroffenen führen.
Wegen der Seltenheit der Krankheit wird sie oft nicht von Ärzten diagnostiziert. Folge einer länger unbehandelten Erkrankung können irreparable Folgeschäden an der Leber (Zirrhose) sein, die Entstehung krebserregender Abbauprodukte der Alkoholdehydrogenase sowie alle Risiken einer Alkoholisierung im Alltag oder z. B. dem Straßenverkehr mit den psychosozialen Folgen einer Ächtung im sozialen Umfeld oder Strafverfolgung.
2024 hat ein belgisches Gericht einen Mann vom Vorwurf der Trunkenheit im Verkehr bei 2,1 und 1,6 Promille Alkohol im Blut freigesprochen, weil er am Eigenbrauer-Syndrom litt.

## Symptome
Ein Verdacht auf das Eigenbrauer-Sydrom stützt sich auf folgende Symptome:
- hohe Blutalkoholkonzentration,
- Alkoholvergiftungen unklarer Ursache,
- häufiges Erbrechen oder Aufstoßen,
- Erschöpfung,
- Depression,
- Schwindel,
- Bewegungskoordinationsstörungen,
- Reizdarmbeschwerden.

## Therapie
Im Falle einer Alkoholvergiftung wird diese vorrangig behandelt. Danach erfolgt in der Regel eine antimikrobielle Therapie mit Antimykotika. In manchen Fällen hilft auch eine Ernährungsanpassung mit reduzierter Kohlehydrataufnahme. Eine Behandlung mit  probiotischen Bakterien unterstützen die Wiederherstellung der Darmflora.